# Paracentrotus
Paracentrotus L. Agassiz & Desor, 1846 é um género de ouriços-do-mar da família Parechinidae.

## Taxonomia
O género Paracentrotus inclui as seguintes espécies validamene descritas:
- Paracentrotus gaimardi (Blainville, 1825)
- Paracentrotus lividus (Lamarck, 1816)